# Sistem nervos periferic
Sistemul nervos periferic cuprinde acele componente ale sistemului nervos, care se află în afara creierului și a măduvei spinării (cele două formând sistemul nervos central: SNC): nervii cranieni, nervii spinali și ganglionii spinali cu prelungirile lor. Sistemul nervos periferic nu este protejat de oase sau de o barieră, cum este bariera hematoencefalică pentru creier.

## Componente
Ca și în sistemul nervos în totalitatea lui, și în sistemul nervos periferic se deosebesc două componente:
- Fibre nervoase somatice eferente (motorii) destinate vieții de relație, cu terminație în organele efectoare, în general în placa motorie musculară, responsabil de mișcarea voluntară sau reflexă, și fibre nervoase aferente (senzitive sau senzoriale), provenind de la formațiile receptoare, care transmit informații de la periferie în sistemul nervos central.
- Fibre nervoase vegetative eferente sau aferente (simpatice sau parasimpatice), care depind de sistemul nervos autonom, responsabile pentru organele interne (viscere) și activitatea glandulară (funcții care sunt inconștiente).

În nervii periferici, cranieni sau spinali, fibrele nervoase somatice sunt amestecate în diverse proporții cu cele vegetative. Exemple: Nervul oculomotor conține atât fibre nervoase somatice pentru motilitatea extrinsecă a globilor oculari, cât și fibre vegetative - simpatice și parasimpatice - pentru motilitatea intrinsecă (iridoconstrictoare și iridodilatatoare). Nervul vag sau pneumogastric conține un mic contingent de fibre motoare somatice (de ex. pentru mușchii fonatori ai laringelui); cea mai mare parte este constituită din fibre vegetative parasimpatice, destinate organelor interne (viscere) din cutia toracică și din abdomen. Nervul median este alcătuit din fibre somatice motoare și sensitive aparținând plexului brahial (C5 - T1) și din fibre vegetative simpatice provenind din lanțul ganglionar cervical, în special din ganglionul stelat.